# Barnard 92
Barnard 92 und Barnard 93 sind zwei dichte Dunkelwolken im Sternbild Schütze, welche die kleine Sagittariuswolke (Messier 24) begrenzen. Edward Barnard konnte sie um 1915 durch die von ihm entwickelte Langzeit-Himmelsfotografie  nachweisen.
Die beiden Wolken aus interstellarem Staub bilden den nördlichen Rand der Sternwolke, die einen Einblick in die Nähe des galaktischen Zentrums erlauben. Sie sind wesentlich größer als die meist etwa 25 Lichtjahre großen „Flocken“ des interstellaren Staubs.

## Weblink
- Foto von Barnard 92 und 93 aus dem SEDS-Katalog